# Hamamatsu

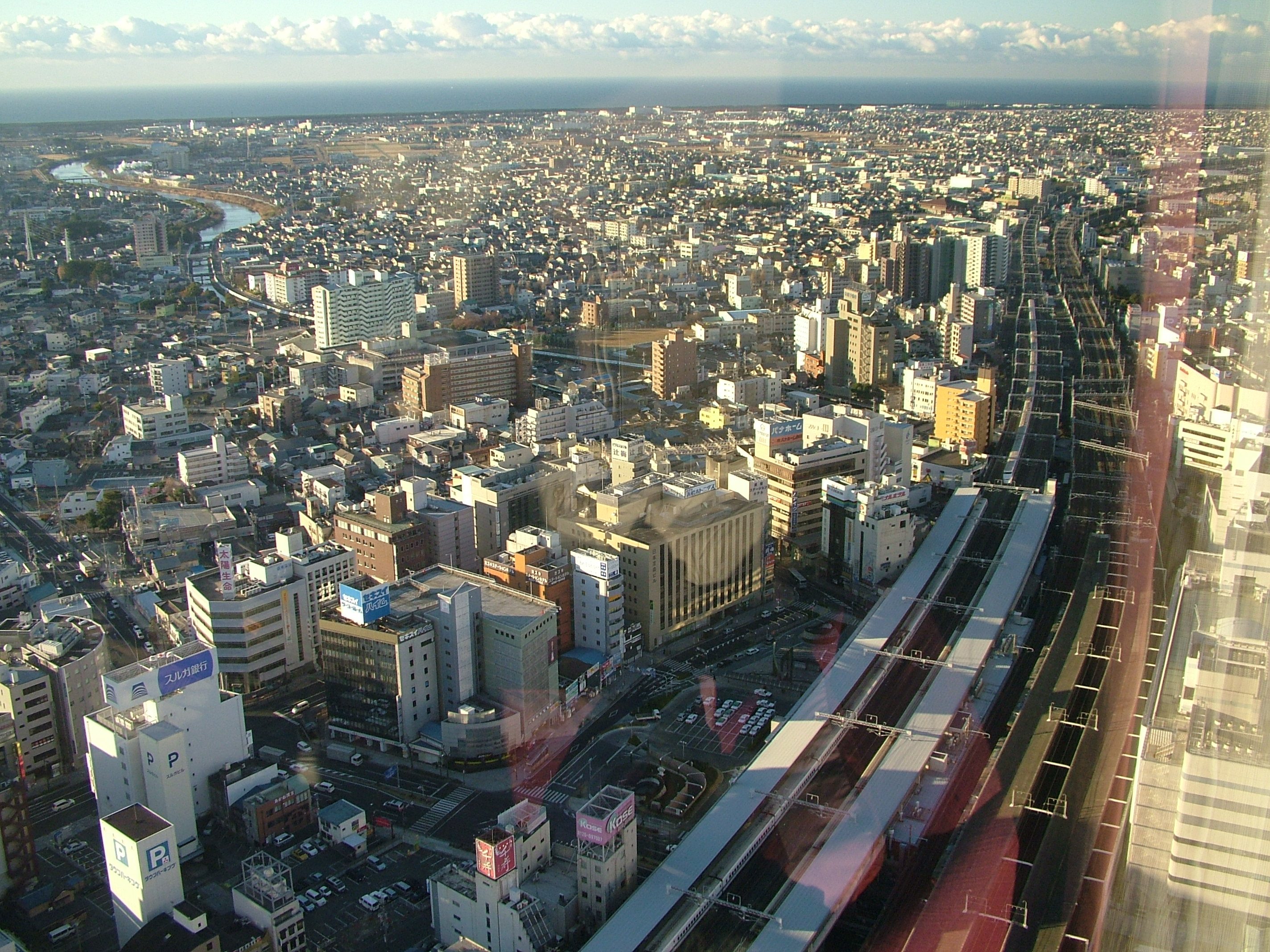
Hamamatsu.

Hamamatsu (浜 松 市) és una ciutat del Japó localitzada a l'oest de la Prefectura de Shizuoka i és la ciutat més gran d'aquesta prefectura. Aquesta ciutat sorgeix de la fusió d'onze ciutats i pobles l'1 de juliol de 2005; és candidata a ser una ciutat designada per ordre governamental l'1 d'abril de 2007. Té una àrea de 1.511,17 km² i una població al mes de juliol de 2005 de 814.128 habitants.